# Халпахчьян, Оганес Хачатурович
Оганес (Ованес) Хачатурович Халпахчьян (1907—1996) — советский учёный-историк, доктор архитектуры (1966), профессор; почетный член Российской академии архитектуры и строительных наук (1995).
Автор более 350 научных трудов, в том числе 12 монографий, изданных в СССР и за рубежом.

## Биография

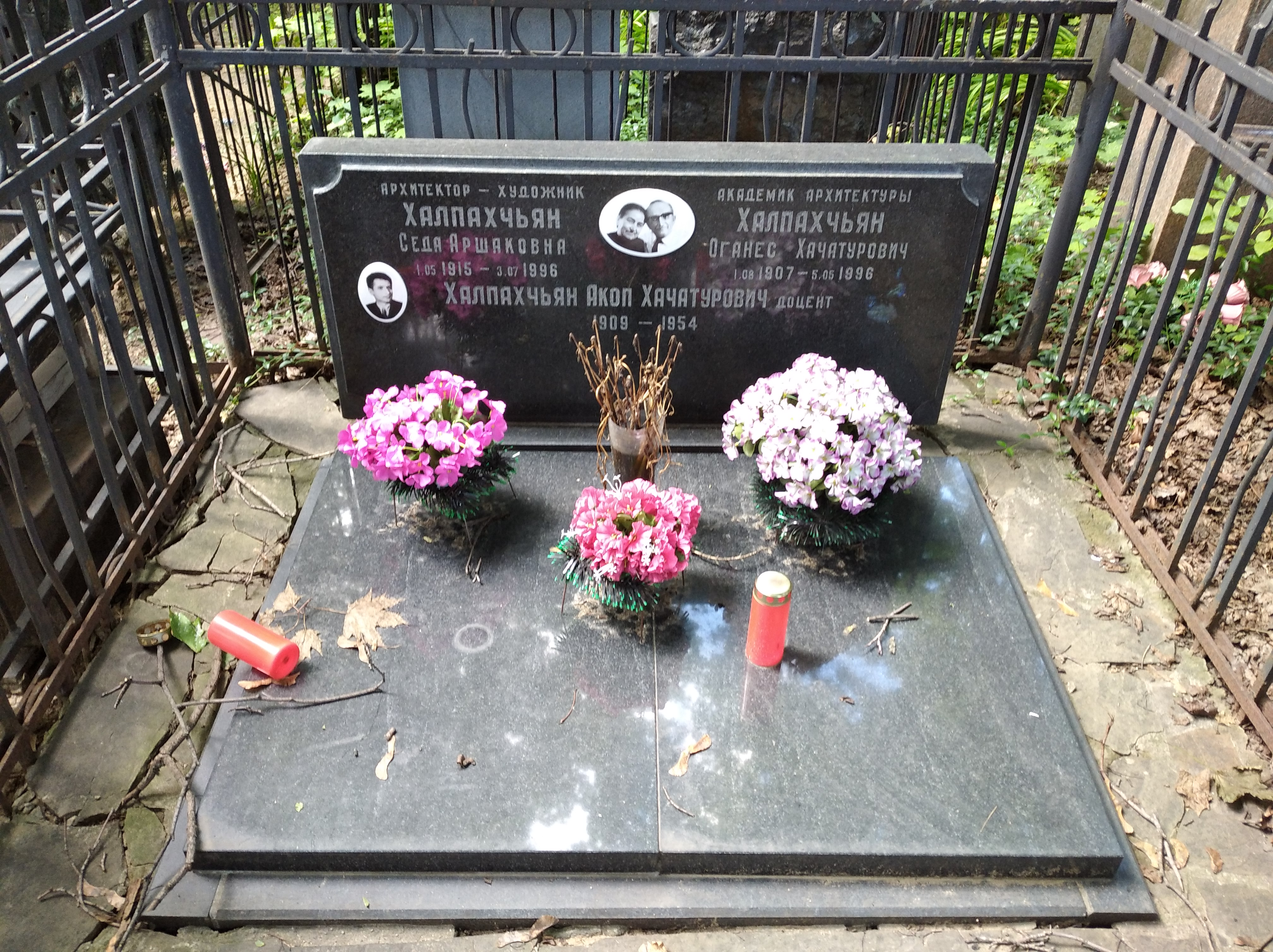
Могила О. Х. Халпахчьяна

Родился 1 августа (14 августа по новому стилю) 1907 года в Нахичевани-на-Дону.
Детство и юношеские годы он провел в этом городе, где окончил мужскую гимназию. Потом учился в мастерской у известного нахичеванского художника А. К. Аванесова в Художественной школе им. М. А. Врубеля. С 1923 по 1925 годы Оганес Халпахчьян учился в Нахичевани-на-Дону в Художественно-промышленной школе. В 1925 году переехал в Ереван, где поступил на архитектурное отделение технического факультета Государственного университета Армении (ныне Ереванский государственный университет).
Будучи студентом, работал чертёжником в техническом отделе горсовета в Ереване, затем техником-строителем городского водопровода. В 1930 году окончил вуз со званием инженера-архитектора и до 1934 года работал архитектором в техническом отделе горсовета Еревана. Одновременно с 1933 по 1937 год преподавал архитектурное проектирование в Ереванском политехническом институте (ныне Национальный политехнический университет Армении).
В 1937 году Халпахчьян работал старшим преподавателем в Закавказском заочном индустриальном институте в Ереване. Решив продолжить образование, в 1938 году был зачислен вне конкурса в аспирантуру Московского архитектурного института. После начала Великой Отечественной войны был призван в действующую армию (инженер-капитан). В 1944 году откомандирован в Гипрогражданстрой в город Киев для восстановления повреждённых войной зданий. Вызван в Москву для завершения диссертации. Был отозван в Москву для завершения диссертации, которую защитил в 1946 году, получив степень кандидата архитектуры.
О. Х. Халпахчьян был оставлен в Московском архитектурном институте на педагогической работе. Являлся заведующим сектором ЦНИИ теории и истории архитектуры. Приглашён в Институт истории и теории архитектуры Академии архитектуры СССР на должность старшего научного сотрудника, где работал над проблемами теории и истории архитектуры народов СССР и всеобщей истории архитектуры. В 1966 году защитил докторскую диссертацию на тему «Зодчество средневековой Армении: гражданские, производственные и инженерные сооружения».
Умер в Москве в 1996 году. Похоронен на Армянском кладбище.

## Семья
Дочери:
— Гаянэ Оганесовна Левина (Халпахчьян) (род 1951 г.) — кандидат химических наук.
— Вардуи Оганесовна Халпахчьян (род. 1952) — историк искусства, с 1981 года проживает в Италии.

## Память
В августе 2007 года состоялась международная научная конференция «Архитектурное наследство», которую провели Армянское культурно-просветительское общество «Арарат» и Институт теории архитектуры и градостроительства по случаю 100-летия Оганеса Хачатуровича Халпахчьяна.

## Награды
- Награждён орденами Красной звезды (1958) и Отечественной войны I степени (1985), а также медалями, в числе которых «За победу над Германией в Великой Отечественной войне 1941—1945 гг.» и «За доблестный труд в Великой Отечественной войне 1941—1945 гг.».
- Лауреат Государственной премии СССР и премии имени Тороса Тораманяна Академии наук Армении.[4]